# 卡斯特尔雷蒙多
卡斯特尔雷蒙多（義大利語：Castelraimondo）是意大利马切拉塔省的一个市镇。总面积44平方公里，人口4919人，人口密度111.8人/平方公里（2009年）。ISTAT代码为043009。